# Irina Jegorowa
Irina Nikołajewna Jegorowa (ros. Ирина Николаевна Егорова, ur. 8 kwietnia 1940 w Moskwie) – rosyjska łyżwiarka szybka reprezentująca ZSRR, dwukrotna medalistka olimpijska.

## Kariera
Największe sukcesy w karierze Irina Jegorowa osiągnęła w 1964 roku, kiedy zdobyła dwa medale m podczas igrzysk olimpijskich w Innsbrucku. W swoim pierwszym starcie, biegu na 500 m, zajęła drugie miejsce rozdzielając dwie rodaczki: Lidiję Skoblikową oraz Tatjanę Sidorową. Dwa dni później była też druga na dwukrotnie dłuższym dystansie, ponownie przegrywając ze Skoblikową, a wyprzedzając Finkę Kaiję Mustonen. Na rozgrywanych cztery lata później igrzyskach olimpijskich w Grenoble była dziewiąta w biegu na 500 m i piąta na 1000 m. Nigdy nie zdobyła medalu mistrzostw świata, jej najlepszym wynikiem było czwarte miejsce wywalczone podczas wielobojowych mistrzostw świata w Karuizawie w 1963 roku i rozgrywanych trzy lata później wielobojowych mistrzostw świata w Trondheim. W pierwszym przypadku w walce o medal lepsza okazała się Walentina Stienina, a w drugim pokonała ją Stien Kaiser z Holandii. Jegorowa trzykrotnie zdobywała medale mistrzostw ZSRR na dystansie 500 m: złoty w 1963 roku, srebrny w 1969 roku i brązowy w 1968 roku.
Po zakończeniu kariery pracowała jako nauczycielka.